# معالم النمو
معالم النمو عبارة عن معلمات يتم قياسها لدى الرضع والأطفال والمراهقين وتساعد على قياس مكان تواجدهم في التواصل للنمو وتنمية الطفل بشكل طبيعي.
كما تم استخدام معالم النمو كذلك من أجل تحديد النمو غير الطبيعي كذلك.

## وصلات خارجية
- تطور جنسي http://www.teachingsexualhealth.ca/parents/sexualdevelopment.html نسخة محفوظة 9 مارس 2012 على موقع واي باك مشين.
- النمو الهرموني والنمو http://www.ahrq.gov/clinic/epcsums/shortsum.htm
- نمو في دماغ الطفل http://www.loni.ucla.edu/~thompson/MEDIA/latimes.html نسخة محفوظة 29 نوفمبر 2004 على موقع واي باك مشين.
- النمو ومكونات الجسد http://www.ajcn.org/cgi/content/full/80/5/1334